# ISO 3166-2:LA
ISO 3166-2:LA è uno standard ISO che definisce i codici geografici delle suddivisioni del Laos; è un sottogruppo dello standard ISO 3166-2.
I codici sono assegnati alle 17 province e all'unica prefettura del paese; sono formati da LA- (sigla ISO 3166-1 alpha-2 dello Stato), seguito da due lettere.

## Codici

### Prefetture
| Codice | Prefettura |
| ------ | ---------- |
| LA-VT  | Vientiane  |

### Province
| Codice | Provincia     |
| ------ | ------------- |
| LA-AT  | Attapeu       |
| LA-BK  | Bokeo         |
| LA-BL  | Bolikhamxai   |
| LA-CH  | Champasak     |
| LA-HO  | Houaphan      |
| LA-KH  | Khammouan     |
| LA-LM  | Luang Namtha  |
| LA-LP  | Luang Prabang |
| LA-OU  | Oudomxay      |
| LA-PH  | Phongsali     |
| LA-SL  | Salavan       |
| LA-SV  | Savannakhet   |
| LA-VI  | Vientiane     |
| LA-XA  | Xaignabouli   |
| LA-XE  | Xekong        |
| LA-XI  | Xiangkhoang   |
| LA-XS  | Xaisomboun    |